# Lamas de Orelhão
Lamas de Orelhão ist eine Kleinstadt (Vila) und Gemeinde im Norden Portugals.

## Geschichte
Funde belegen eine vorgeschichtliche Besiedlung, insbesondere die archäologischen Ausgrabungsstätten in der Serra de Santa Comba und der Serra de Passos. Die Römer siedelten hier, vermutlich auf Grundlage einer vorherigen einfachen Siedlung der Castrokultur.
Der heutige Ort entstand vermutlich mit der Besiedlungspolitik im Verlauf der mittelalterlichen Reconquista. 1225 erhielt der Ort erste Stadtrechte von König D. Sancho II., die 1259 durch König D. Afonso III und nochmal 1515 durch König D. Manuel I. erneuert wurden.
Bis zu den Verwaltungsreformen nach der Liberalen Revolution ab 1821 und dem folgenden Miguelistenkrieg 1834 blieb Lamas de Orelhão Sitz eines eigenen Kreises mit den Gemeinden Avidagos, Barcel, Cobro, Franco, Lamas de Orelhão, Marmelos, Passos, Suçães, Valverde, Vila Boa e Eixes. Zunächst wurden dem Kreis dann noch die Gemeinden Abreiro und Navalho angegliedert, 1853 wurde der Kreis dann aufgelöst. Seither ist Lamas de Orelhão eine Gemeinde im Kreis Mirandela.

## Verwaltung
Lamas de Orelhão ist Sitz der gleichnamigen Gemeinde (Freguesia) im Kreis (Concelho) von Mirandela im Distrikt Bragança. In ihr leben 320 Einwohner auf einer Fläche von 19 km² (Stand 19. April 2021).
Zwei Ortschaften liegen im Gemeindegebiet:
- Fonte da Urze
- Lamas de Orelhão